# Wolfsberg (Duisburg)
Koordinaten: 51° 22′ 41,4″ N, 6° 48′ 4,3″ O

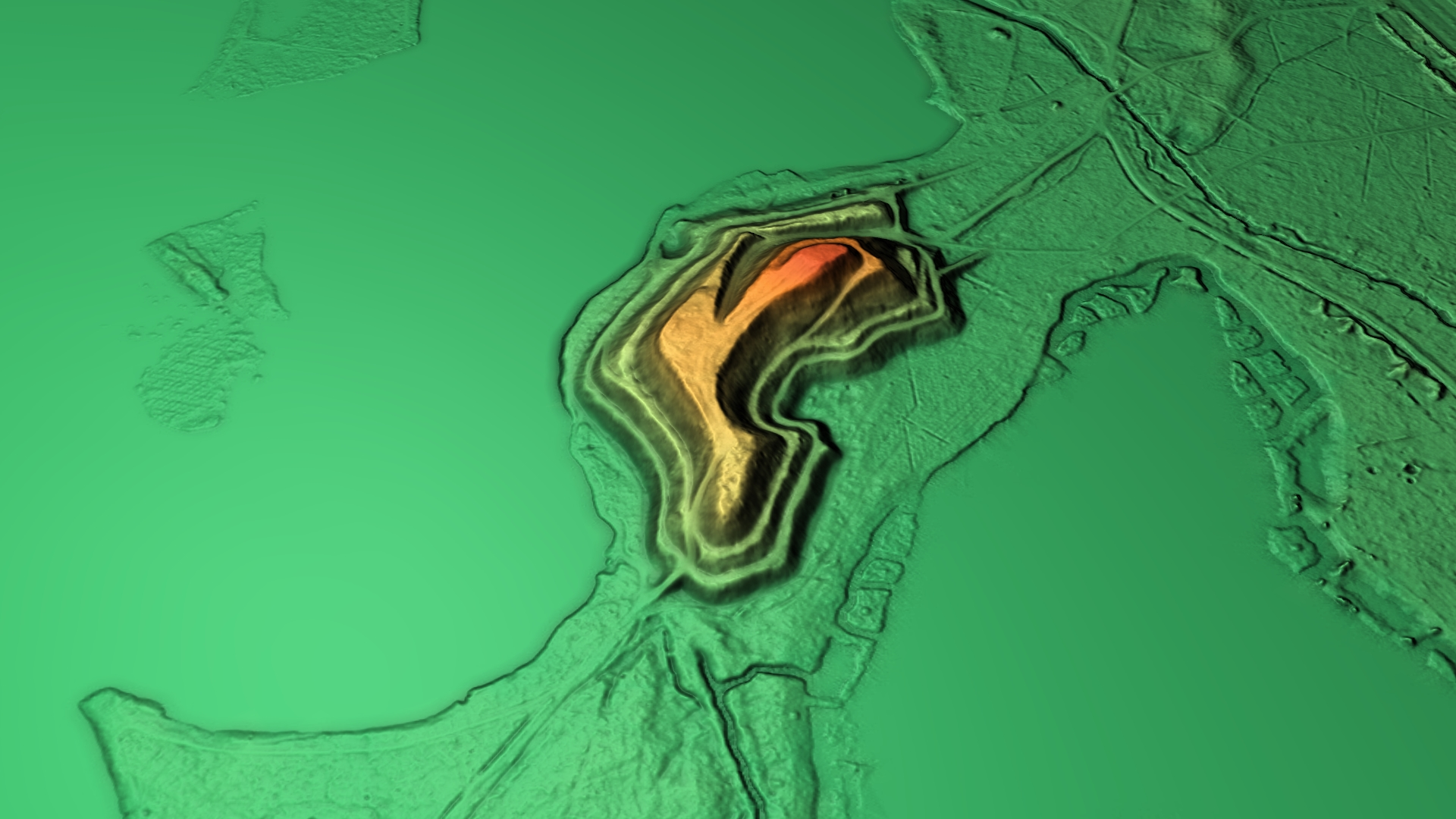
3D-Ansicht des digitalen Geländemodells

Im Folgenden wird nicht der Wolfsberg im Duisburg-Neudorf beschrieben, der eine natürliche Kuppe im Norden des Duisburger Stadtwaldes ist und seinen Namen im 19. Jahrhundert erhielt. Der hier beschriebene Wolfsberg in Duisburg-Wedau liegt am Wolfssee mitten im Naherholungsgebiet der Sechs-Seen-Platte. Er ist eine bewaldete Schutt- und Schlackehalde mit einer Höhe von 28 Meter auf einer Fläche von 6 ha. Auf seinem Gipfel steht seit 2005 ein blau lackierter Aussichtsturm aus Stahl, nachdem der hölzerne Vorgängerbau Brandstiftern zum Opfer fiel. Mit 63,1 m über NN ist er nach Duisburgs höchster Erhebung, dem Backelsberg mit 83,7 m bei Haus Hartenfels, sowie dem Kaiserberg am Duisburger Zoo einer der höchsten öffentlich begehbaren Punkte in Duisburg. Bei guter Wetterlage kann man von der Plattform bis ins Kölner Umland blicken. 

## Geschichte

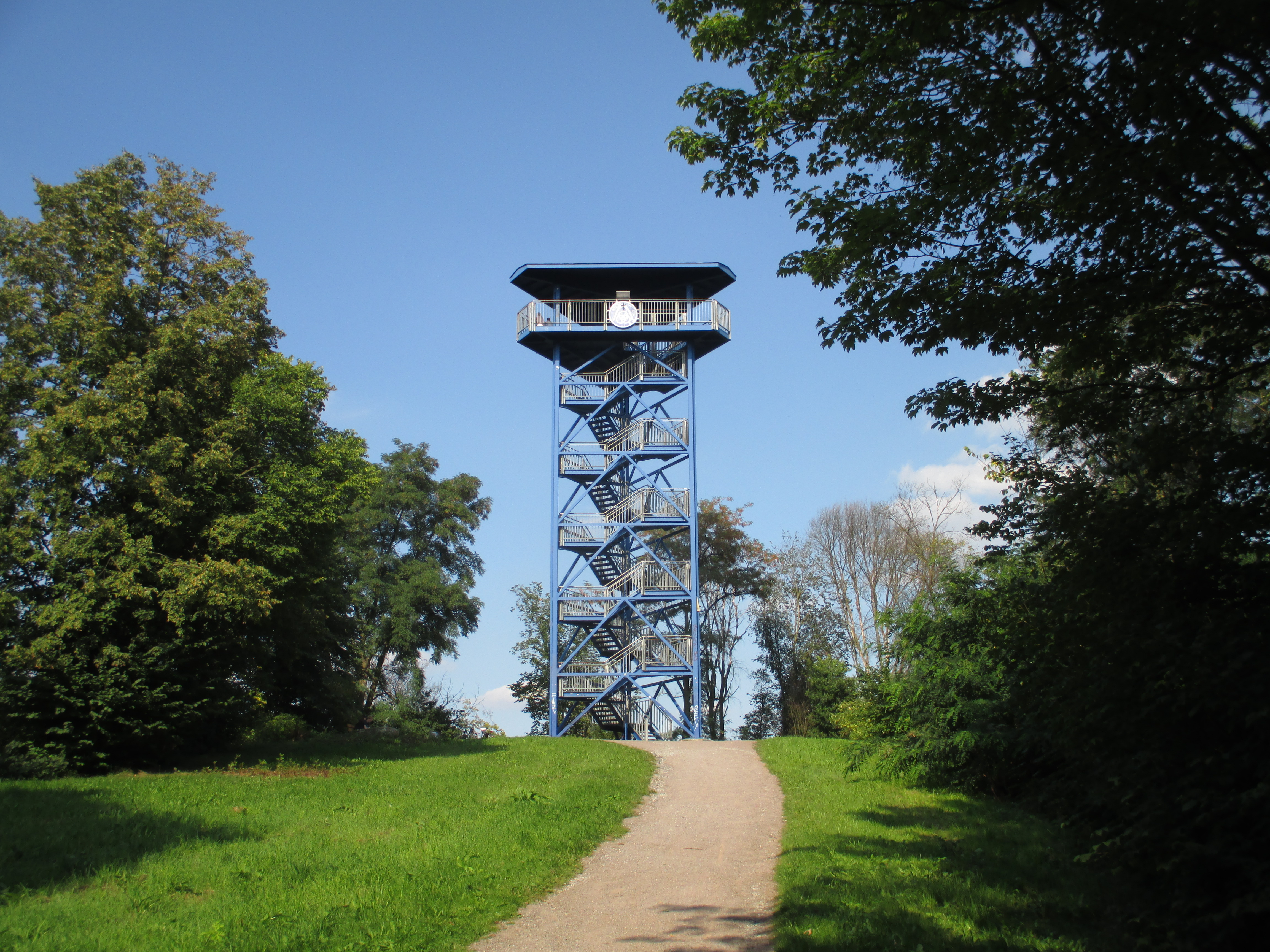
Aussichtsturm auf dem Wolfsberg.

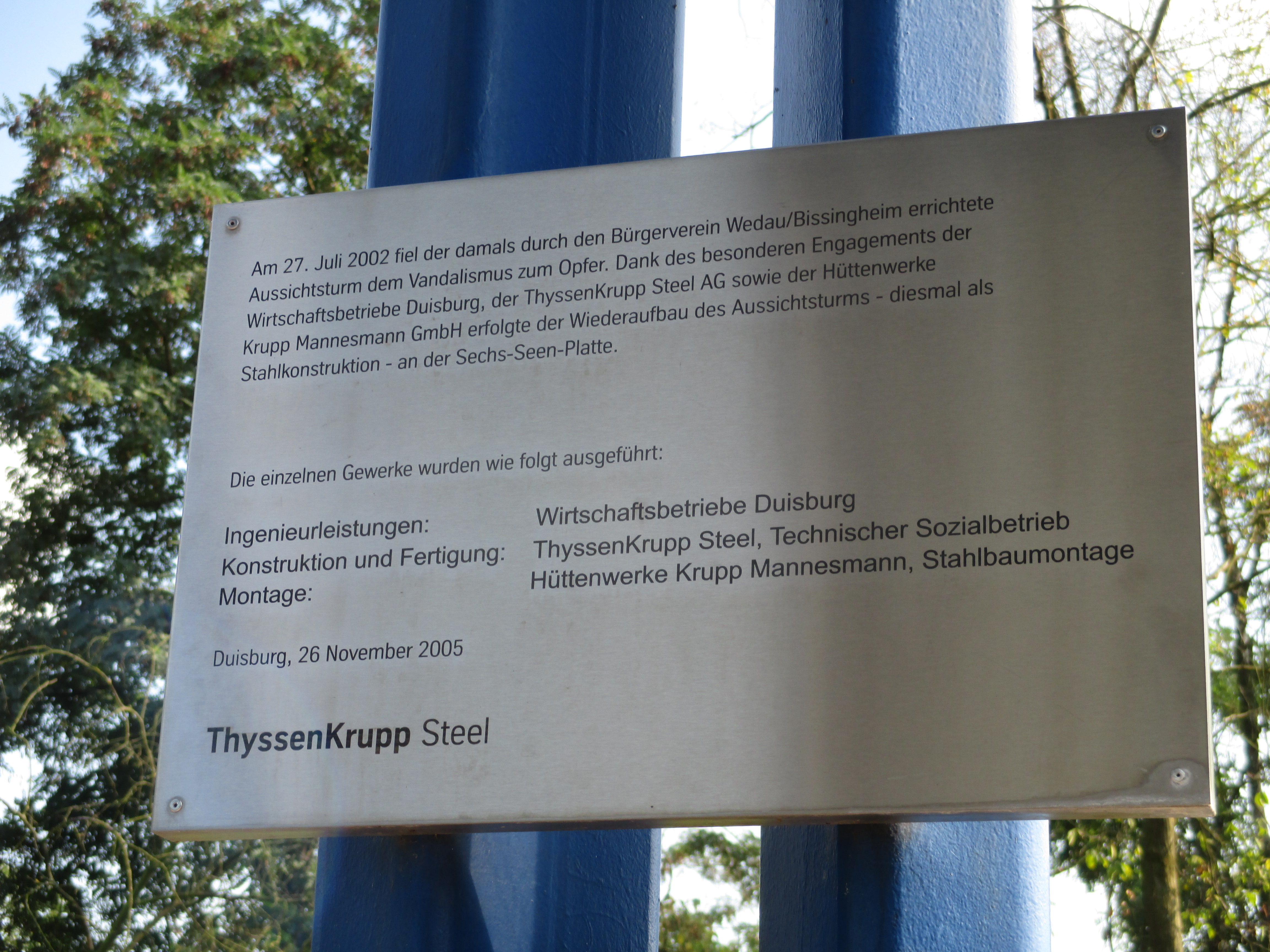
Stiftungstafel am Aussichtsturm

Bevor Mitte des 20. Jahrhunderts die Stadt Duisburg das Gebiet aufkaufte und zu einem Naherholungsgebiet ausbaute, fanden sich hier in der Huckinger Mark die Kiesgruben des Grafen von Spee. Das Material wurde bei der Stahlherstellung gebraucht. Vom nahegelegenen Güterbahnhof Wedau transportierte man es zu den Stahlhütten.
Wo heute der Wolfsberg steht, befand sich während des Zweiten Weltkrieges ein Munitionsdepot der Luftwaffe und eine Artillerieanlage.
Zwischen 1969 und 1974 nutzte man das Gelände als Deponie für Müll, Industrieabfälle und Trümmerschutt. Bei der damaligen Errichtung kümmerte man sich nicht großartig um Umweltstandards. Die Namen Monte Schlacko, Monte Schrotto oder Monte Klamotto, wie die Einheimischen diesen Hügel nennen, lässt erahnen, dass hier so wirklich alles entsorgt wurde. Die Halde wurde als Altlastenverdachtsfläche deklariert. Nach Entnahme von Bodenproben 2003 wird seitdem an vier Grundwassermessstellen regelmäßig die Schadstoffbelastung überprüft. Zudem muss darauf geachtet werden, dass kein Sickerwasser in die angrenzenden Baggerseen oder gar ins Grundwasser gelangt. Laut den Behörden geht zurzeit keine Gefährdung für die Umwelt aus.
1996 erbaute der Bürgerverein Wedau/Bissingheim auf der Wolfsberghalde einen hölzerner Aussichtsturm. Dieser ist am 27. Juli 2002 abgebrannt. 2006 eröffnete man den 22 Meter hohen Nachfolgebau aus Stahl. Gestiftet wurde er von der Thyssen Krupp Steel AG und der Hüttenwerke Krupp Mannesmann GmbH.